# Księgi Machabejskie
Księgi Machabejskie – księgi związane bądź przypisywane Machabeuszom, przywódcom żydowskiego powstania przeciwko dynastii Seleucydów.
Najczęściej termin ten jest odnoszony do wtórnokanonicznych (dla protestantów apokryficznych) ksiąg Starego Testamentu:
- 1 Księga Machabejska, napisana w języku hebrajskim, ale zachowana w greckim przekładzie, relacjonuje historię Machabeuszy od 175 do 134 roku p.n.e.
- 2 Księga Machabejska, napisana w języku greckim, odnosi się do roku 161 p.n.e., dotyczy Judy Machabeusza.

Do ksiąg tych wliczane są również dwa późniejsze dzieła, obecne w wielu rękopisach Septuaginty:
- 3 Księga Machabejska, napisana w języku greckim, dotyczy prześladowania Żydów w Egipcie w III wieku p.n.e., niezwiązana z Machabeuszami; kanoniczna dla prawosławnych.
- 4 Księga Machabejska, filozoficzny dyskurs, napisany w języku greckim.

Księgami Machabejskimi nazywane są również:
- 5 Księga Machabejska, napisana w języku greckim, tytuł ten nosi też syryjski przekład VI księgi Wojny żydowskiej Flawiusza[1][2].
- 6 Księga Machabejska, syryjski poemat, prawdopodobnie korzystający z tego samego źródła co 4 Machabejska[2].
- 7 Księga Machabejska, syryjskie dzieło[2].
- 8 Księga Machabejska, dotyczy rewolty przeciwko Seleucydom, w oparciu o syryjskie źródła[2].

Również trzy etiopskie Księgi Mekabiego noszą ten tytuł, ale tematyka tych ksiąg dotyczy innych zagadnień.